# Маньковка (Сватовский район)
Манько́вка (укр. Маньківка) — село, относится к Сватовскому району Луганской области Украины.
Население по переписи 2001 года составляло 568 человек. Почтовый индекс — 92640. Телефонный код — 6471. Занимает площадь 4,989 км². Код КОАТУУ — 4424083001.

## Местный совет
92640, Луганська обл., Сватівський р-н, с. Маньківка, вул. Центральна, 28  (укр.)